# Toundra
Toundra es una banda de rock instrumental formada en 2007 en Madrid, España, por Jorge García (guitarrista), Alberto Tocados (bajista), David López "Macón" (guitarrista) y Álex Pérez (batería). Hasta la fecha ha publicado seis álbumes de estudio, uno junto a Niño de Elche bajo el nombre de "Exquirla" y una banda sonora compuesta para el clásico del expresionismo alemán "Das Cabinet Des Dr Caligari".

## Biografía
Toundra es una banda formada en 2007 en Madrid por cuatro amigos procedentes de la escena post hardcore. Publicaron su primer EP en diciembre de 2007, que luego completaron con dos temas más al año siguiente para ser publicado con el nombre de (I), el primer disco de estudio de la banda, distribuido por Astoria Records. Unos meses después se produjo la salida de Guillermo, sustituido poco después por Álex Pérez, para posteriormente volver a publicar (I) con un nuevo tema, "Génesis".
En noviembre de 2009 ficharon por el sello Aloud Music, que editó el segundo trabajo de la banda, con el nombre de (II) en mayo de 2010. La política de libre descarga de la discográfica española provocó un aumento de fanes del grupo en la escena underground española y participaron en el festival Primavera Sound de 2010 en Barcelona y dándose a conocer en otros países europeos. Tras el éxito del disco se embarcaron en una gira por España que se extendió hasta 2011, año en el que vuelven a participar en el Primavera Sound, así como en otros festivales de renombre como el Dcode Festival en Madrid o el Resurrection Fest en Vivero. En septiembre de 2012 publicaron su tercer álbum de estudio, (III), de nuevo con buenas ventas en el circuito underground europeo. Tras la publicación de este trabajo, la banda actuó en festivales como el FIB de Benicasim, el Primavera Sound de 2013 y el Resurrection Fest.
En junio de 2013, el guitarrista Víctor García-Tapia decidió abandonar la agrupación y fue sustituido por el guitarrista de Adrift, David Maca (conocido como Macón).
En enero de 2022, la banda madrileña publica nuevo álbum, HEX, tras años de inactividad. Anteriormente habían adelantado dos de sus nuevos sencillos, El Odio I y El Odio II. La tercera parte de este tema, El Odio III, fue presentado en enero de 2022 de la mano de un cortometraje homónimo dirigido por Jorge Carbajales.
El 27 de enero de 2025 Toundra anuncia en sus redes sociales la vuelta a la actividad después de varios meses de silencio, confirman la salida de Esteban Girón y la llegada de Jorge García de Adrift a la formación.

## Estilo
La música de Toundra se engloba dentro del post rock de carácter instrumental, con parecido a bandas como Isis, Explosions in the Sky y Mogwai, aunque en entrevistas recientes han dicho que no se clasifican estrictamente dentro de este género. El guitarrista Víctor García-Tapia ha citado como influencias a grupos como Mogwai, Pelican y Russian Circles.

## Discografía
Álbumes
- Toundra (2008, Astoria Records)
- (II) (2010, Aloud Music, Astoria Records)
- (III) (2012, Aloud Music)
- (I) (2013, Astoria Records; remasterización de Toundra con nuevo artwork y una bonus track)
- (IV) (2015, Superball Music)
- Vortex (2018, Inside Out Music)
- Das cabinet des Dr. Caligari (2020, Inside Out Music, Sony Music)
- HEX (2022, InsideOutMusic)

Otros
- Nordeste split w/ Hand of Fatima (2009, Astoria Records)
- Rockzone: The Bipolar Sessions #1 (2014, Rockzone Mag)
- Exquirla (Toundra + Niño de Elche) - Para quienes aún viven (2017, Superball)